# Eugenia terpnophylla
Eugenia terpnophylla är en myrtenväxtart som beskrevs av George Henry Kendrick Thwaites. Eugenia terpnophylla ingår i släktet Eugenia och familjen myrtenväxter. IUCN kategoriserar arten globalt som starkt hotad.
Artens utbredningsområde är Sri Lanka. Inga underarter finns listade i Catalogue of Life.